# Moviment de Restauració
El Moviment de Restauració (també conegut com a Moviment de Restauració americà o el Moviment Stone-Campbell, campbellites, i campbellisme) és un moviment cristià, que va començar a la frontera americana durant el Segon Gran Despertar (1790-1870) del segle xix. El moviment va tractar de restaurar l'església i "la unificació de tots els cristians en un sol cos prenent com a model l'església del Nou Testament.":54 Els seus membres no s'identifiquen com a protestants, sinó simplement com a cristians.
El Moviment de Restauració es desenvolupà a partir de diversos esforços independents per tornar a cristianisme apostòlic. Però dos grups, que van desenvolupar independentment mètodes anàlegs a la fe cristiana, van ser particularment importants per al desenvolupament del moviment. El primer, dirigit per Barton W. Stone, va començar a Cane Ridge, Kentucky i es van definir simplement com a "cristians". La segona part va començar a l'oest de Pennsilvània i Virgínia (ara Virgínia Occidental) i va ser dirigit pel Thomas Campbell i el seu fill, Alexander Campbell, sinó que va utilitzar el nom "Deixebles de Crist". Tots dos grups van tractar de restaurar tota l'església cristiana segons el patró establert al Nou Testament, i tots dos creien que els credos mantenien el cristianisme dividit. En 1832 es van unir en comunió amb una encaixada de mans.
Entre altres coses, estaven units en la creença que Jesús és el Crist, el Fill de Déu, que els cristians han de celebrar el Sant Sopar el primer dia de cada setmana, i que el baptisme dels creients adults per immersió en aigua és una condició necessària per a la salvació. Atès que els fundadors volien abandonar tota etiqueta confessional, van utilitzar els noms bíblics per als seguidors de Jesús. Tots dos grups promogut un retorn als propòsits de les esglésies del segle i tal com es descriuen al Nou Testament. Un historiador del moviment ha argumentat que era principalment un moviment d'unitat, on el motiu de la restauració tenia un paper subordinat.
El Moviment de la Restauració des de llavors s'ha dividit en diversos grups separats. Hi ha tres branques principals als EUA: les Esglésies de Crist, les Esglésies cristianes i esglésies de Crist i l'Església Cristiana (Deixebles de Crist). Alguns veuen les divisions en el moviment com a resultat de la tensió entre els objectius de la restauració i l'ecumenisme, amb les Esglésies de Crist i les Esglésies cristianes i esglésies de Crist que resolen la tensió posant l'accent en la restauració, mentre que l'Església Cristiana (Deixebles de Crist) resol la tensió fent èmfasi en l'ecumenisme. Un nombre de grups fora dels EUA també tenen associacions històriques amb aquest moviment, com els de l'Església cristiana evangèlica al Canadà i les Esglésies de Crist a Austràlia.